# Srinagar (Uttarakhand)
Srinagar is een stad en gemeente in het district Pauri Garhwal van de Indiase staat Uttarakhand. 

## Demografie
Volgens de Indiase volkstelling van 2001 wonen er 19.861 mensen in Srinagar, waarvan 57% mannelijk en 43% vrouwelijk is. De plaats heeft een alfabetiseringsgraad van 83%. 